# TT408
La tombe thébaine TT 408 est située à El-Assasif, dans la nécropole thébaine, sur la rive ouest du Nil, face à Louxor en Égypte.
C'est la tombe de Bakenamon, supérieur des travailleurs du domaine d'Amon, à la période ramesside.